# Herbier d'Ulisse Aldrovandi
Pour les articles homonymes, voir Aldrovandi.
L'Herbier d'Ulisse Aldrovandi est une des collections de plantes conservées à l'intérieur de l'Herbier de l'université de Bologne.

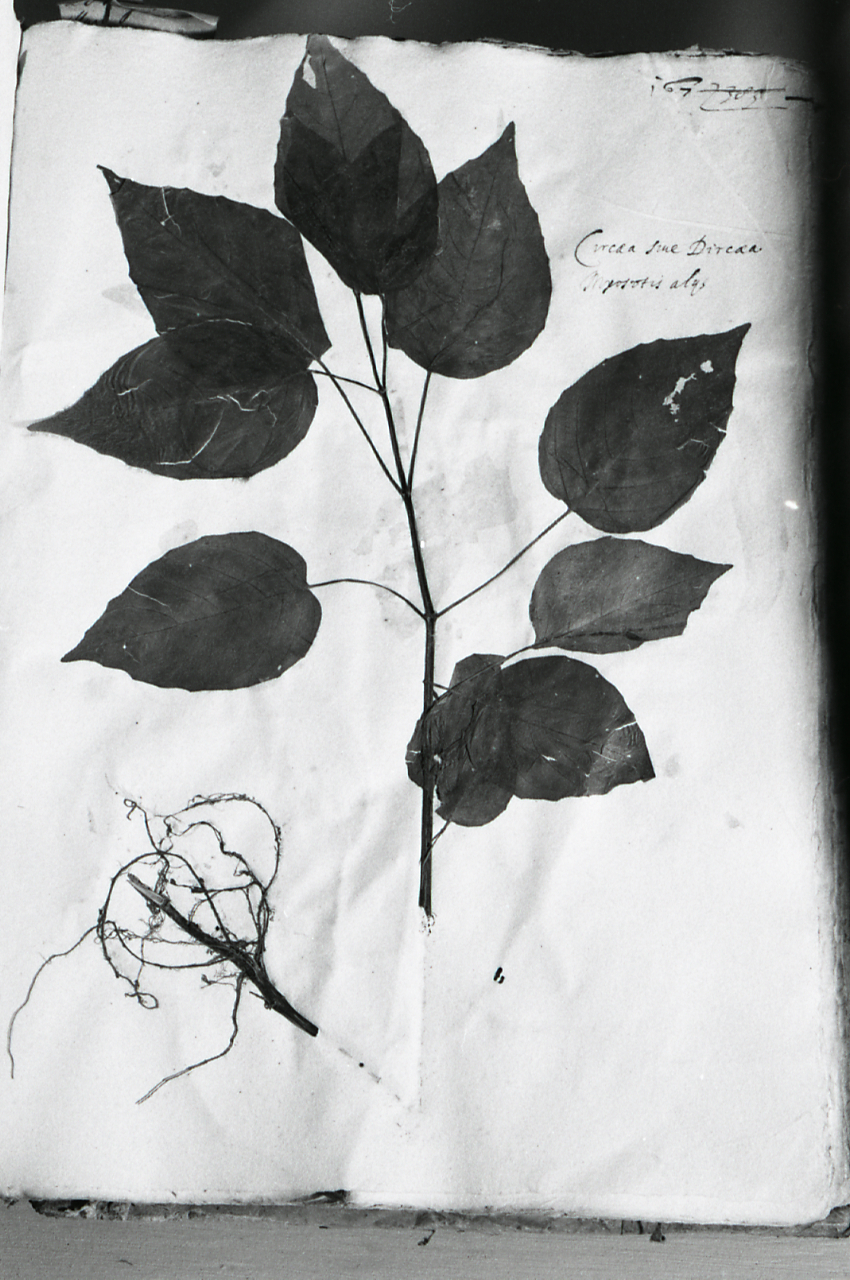
Page de l'herbier.

## Historique
L'herbier d'Ulisse Aldrovandi, très probablement commencé en 1551, est l'un des plus anciens existants aujourd'hui. Véritable monument de la botanique, il est composé de 15 volumes reliés et de plus de 5 000 échantillons. Cette collection faisait partie du Musée d'histoire naturelle - le premier en Europe - fondé par Aldrovandi à Bologne en 1550.
L'intérêt du naturaliste bolonais pour la botanique l'amène à proposer au Sénat de Bologne une proposition déjà présentée dans le passé par Luca Ghini : la création d'un jardin botanique municipal. La proposition fut acceptée et le projet achevé en 1568. Aux plantes récoltées par Aldrovandi s'ajoutèrent d'autres échantillons offerts par d'autres savants.
Chaque volume de l'herbier aldrovandien comprend plusieurs centaines de planches sur lesquelles sont collées les plantes séchées : il semble que la colle utilise par le naturaliste soit de son invention. Sur chaque planche apparaît uniquement le nom de la plante : il est rare qu'il y soit précisé le lieu d'origine ou le nom du collecteur. À la différence de celui d'Andrea Cesalpino, les plantes de l'herbier ne semblent suivre aucune classification, sinon alphabétique dans les premiers volumes. L'écriture sur les planches de l'herbier n'est pas celle d'Aldrovandi, mais celle de son secrétaire.

## Sources
- (it) Cet article est partiellement ou en totalité issu de l’article de Wikipédia en italien intitulé « Erbario di Ulisse Aldrovandi » (voir la liste des auteurs).